# Kolor purpury (powieść)
Kolor purpury (The Color Purple) – powieść epistolarna z 1982 roku autorstwa amerykańskiej pisarki Alice Walker. Fabuła książki, rozgrywająca się głównie na prowincji stanu Georgia, koncentruje się na życiu afroamerykańskich kobiet w południowych Stanach Zjednoczonych w latach 30. XX wieku, zajmując się wieloma kwestiami, w tym wyjątkowo niską pozycją Afroamerykanek w amerykańskiej kulturze społecznej.
Kolor purpury znajduje się na sporządzonej przez American Library Association liście stu książek najczęściej niedopuszczanych do dystrybucji w latach 2000-2009, przede wszystkim ze względu na drastyczne opisy przemocy. Powieść Walker została nagrodzona National Book Award w 1983 roku, a także Nagrodą Pulitzera w kategorii fikcji literackiej. W 1985 roku Steven Spielberg wyreżyserował adaptację filmową pod tym samym tytułem, a w 2005 roku powieść Walker została wystawiona w formie musicalu broadwayowskiego.